# Mark Sykes
Sir Mark Sykes, 6° baronetto (Londra, 16 marzo 1879 – Parigi, 16 febbraio 1919), è stato un diplomatico membro del Partito Conservatore britannico.
Durante la prima guerra mondiale firmò assieme a François Georges-Picot l'Accordo Sykes-Picot con il quale Francia e Gran Bretagna si spartivano i possedimenti dell'Impero Ottomano in Medio Oriente. Mark Sykes era l'unico figlio di Sir Tatton Sykes e di Christina Anne Jessica Cavendish-Bentinck.

## Biografia
Fin da giovane viaggiò molto con il padre, soprattutto in Medio Oriente e nel Mediterraneo ma anche in India, nei Caraibi, in Canada, Messico e negli Stati Uniti. Frequentò l'Università di Cambridge e 25 anni aveva già pubblicato quattro libri: D'Ordel's Pantechnicon (1904), una pariodia delle riviste dell'epoca, D'Ordel's Tactics and Military Training, un'altra parodia e due libri di viaggi, Dar-Ul-Islam (La Casa dell'Islam, 1904) e Through Five Turkish Provinces (1900).
Nonostante fosse l'erede di un baronetto e godesse di vaste proprietà immobiliari nello Yorkshire, Sykes si arruolò nella Seconda guerra boera e combatté in Sudafrica per due anni. Nel 1912 venne eletto in parlamento tra le file dei conservatori nel collegio di Hull Central e presto divenne amico di Lord Hugh Cecil. Durante la prima guerra mondiale Sykes venne posto al comando di un'unità di riservisti, il 5º battaglione dei Green Howards ma non li condusse mai in battaglia.
Il suo talento era stato notato da Lord Kitchener, il ministro della Guerra britannico, che lo inserì nella Commissione de Bunsen incaricata di coadiuvare l'Ufficio per gli affari mediorientali. Proprio in qualità di esperto di Medio Oriente venne incaricato di trovare una sistemazione per quell'area che prevedesse una divisione in due aree di influenza, una francese, l'altra britannica. Sykes partecipò alla Conferenza di Pace di Parigi del 1919.
Qui incontrò il giovane diplomatico e futuro primo ministro britannico Harold Wilson, che di lui successivamente scrisse: “È grazie alla sua infinita perseveranza, al suo entusiasmo e alla sua dedizione che il nazionalismo arabo e il sionismo divennero due delle nostre armi migliori durante la guerra”. Sykes morì a soli 39 anni il 16 febbraio 1919, a Parigi, nell'hotel dove risiedeva durante la Conferenza, colpito dall'epidemia di influenza spagnola.
Il suo corpo venne trasportato a Sledmere House, nello Yorkshire, dove è sepolto. Nonostante fosse cattolico venne tumulato nel cimitero della chiesa anglicana di St. Mary. Nel 2007, quasi 90 anni dopo la sua morte, i suoi resti sono stati riesumati per effettuare alcuni studi sull'influenza spagnola. Sykes infatti venne sepolto in una bara foderata di piombo, che ne permise la conservazione di alcuni virus.

## Ascendenza
|                                |                                   |                                                        | Genitori                             |  |  | Nonni |  |  | Bisnonni                            |  |  | Trisnonni                        |  |
|                                |                                   |                                                        |                                      |  |  |       |  |  | sir Christopher Sykes, II baronetto |  |  | rev. sir Mark Sykes, I baronetto |  |
|                                |                                   |                                                        |                                      |  |  |       |  |  | sir Christopher Sykes, II baronetto |  |  | rev. sir Mark Sykes, I baronetto |  |
|                                |                                   | Decima Woodham                                         |                                      |  |  |       |  |  | sir Christopher Sykes, II baronetto |  |  |                                  |  |
| sir Tatton Sykes, IV baronetto |                                   |                                                        |                                      |  |  |       |  |  | sir Christopher Sykes, II baronetto |  |  |                                  |  |
|                                |                                   | Elizabeth Tatton                                       | William Tatton                       |  |  |       |  |  |                                     |  |  |                                  |  |
|                                |                                   | Elizabeth Tatton                                       | William Tatton                       |  |  |       |  |  |                                     |  |  |                                  |  |
|                                |                                   | Elizabeth Tatton                                       | Hester Egerton                       |  |  |       |  |  |                                     |  |  |                                  |  |
| sir Tatton Sykes, V baronetto  |                                   | Elizabeth Tatton                                       |                                      |  |  |       |  |  |                                     |  |  |                                  |  |
|                                |                                   | sir William Foulis, VII baronetto                      | sir William Foulis, VI baronetto     |  |  |       |  |  |                                     |  |  |                                  |  |
|                                |                                   | sir William Foulis, VII baronetto                      | sir William Foulis, VI baronetto     |  |  |       |  |  |                                     |  |  |                                  |  |
|                                |                                   | sir William Foulis, VII baronetto                      | Hannah Robinson                      |  |  |       |  |  |                                     |  |  |                                  |  |
| Mary Anne Foulis               |                                   | sir William Foulis, VII baronetto                      |                                      |  |  |       |  |  |                                     |  |  |                                  |  |
|                                |                                   | Mary-Anne Turnor                                       | Edmund Turnor                        |  |  |       |  |  |                                     |  |  |                                  |  |
|                                |                                   | Mary-Anne Turnor                                       | Edmund Turnor                        |  |  |       |  |  |                                     |  |  |                                  |  |
|                                |                                   | Mary-Anne Turnor                                       | Mary Disney                          |  |  |       |  |  |                                     |  |  |                                  |  |
| sir Mark Sykes, VI baronetto   |                                   | Mary-Anne Turnor                                       |                                      |  |  |       |  |  |                                     |  |  |                                  |  |
|                                | lord Frederick Cavendish-Bentinck | William Henry Cavendish-Bentinck, III duca di Portland |                                      |  |  |       |  |  |                                     |  |  |                                  |  |
|                                | lord Frederick Cavendish-Bentinck | William Henry Cavendish-Bentinck, III duca di Portland |                                      |  |  |       |  |  |                                     |  |  |                                  |  |
|                                | lord Frederick Cavendish-Bentinck | lady Dorothy Cavendish                                 |                                      |  |  |       |  |  |                                     |  |  |                                  |  |
| hon. George Cavendish-Bentinck | lord Frederick Cavendish-Bentinck |                                                        |                                      |  |  |       |  |  |                                     |  |  |                                  |  |
|                                |                                   | lady Mary Lowther                                      | William Lowther, I conte di Lonsdale |  |  |       |  |  |                                     |  |  |                                  |  |
|                                |                                   | lady Mary Lowther                                      | William Lowther, I conte di Lonsdale |  |  |       |  |  |                                     |  |  |                                  |  |
|                                |                                   | lady Mary Lowther                                      | lady Augusta Fane                    |  |  |       |  |  |                                     |  |  |                                  |  |
| Jessica Cavendish-Bentinck     |                                   | lady Mary Lowther                                      |                                      |  |  |       |  |  |                                     |  |  |                                  |  |
|                                |                                   | Charles Powell Leslie                                  | Charles Powell Leslie                |  |  |       |  |  |                                     |  |  |                                  |  |
|                                |                                   | Charles Powell Leslie                                  | Charles Powell Leslie                |  |  |       |  |  |                                     |  |  |                                  |  |
|                                |                                   | Charles Powell Leslie                                  | hon. Prudence Penelope Hill-Trevor   |  |  |       |  |  |                                     |  |  |                                  |  |
| Prudentia Penelope Leslie      |                                   | Charles Powell Leslie                                  |                                      |  |  |       |  |  |                                     |  |  |                                  |  |
|                                |                                   | Christiana Fosbery                                     | George Fosbery                       |  |  |       |  |  |                                     |  |  |                                  |  |
|                                |                                   | Christiana Fosbery                                     | George Fosbery                       |  |  |       |  |  |                                     |  |  |                                  |  |
|                                |                                   | Christiana Fosbery                                     | Christina Mary Rice                  |  |  |       |  |  |                                     |  |  |                                  |  |
|                                |                                   | Christiana Fosbery                                     |                                      |  |  |       |  |  |                                     |  |  |                                  |  |